# Phi Beta Kappa
Phi Beta Kappa is de oudste academische eresociëteit (honor society) in de Verenigde Staten en zeer prestigieus, deels dankzij haar lange geschiedenis en academische selectiviteit. Phi Beta Kappa richt zich op het promoten en steunen van uitnemendheid in de vrije kunsten (liberal arts) en wetenschappen, en de meest talentvolle studenten in kunsten en wetenschappen invoeren in selecte Amerikaanse colleges en universiteiten.
Het werd gesticht op 5 december 1776 door het College of William & Mary, als de eerste collegiate 'Griekse letter broederschap' en was onder de eerste collegiate broederschap sociëteiten.
Phi Beta Kappa staat voor Φιλοσοφία Βίου Κυβερνήτης (Philiosophia Biou Kybernētēs: liefde voor leren [letterlijk: wijsheid] is de gids [letterlijk:roerganger] van het leven).